# Typosyllis ehlersioides
Typosyllis ehlersioides är en ringmaskart som beskrevs av Marenzeller 1890. Typosyllis ehlersioides ingår i släktet Typosyllis och familjen Syllidae. Utöver nominatformen finns också underarten T. e. japonica.